# Ludwig Sebastian Meyer-Stork

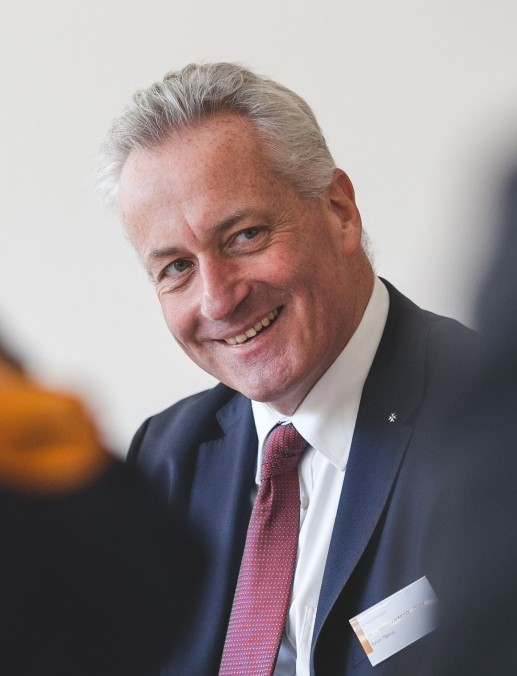
Ludwig Sebastian Meyer-Stork (2016)

 Ludwig Sebastian Meyer-Stork (* 27. Oktober 1961 in Bielefeld) ist ein  deutscher Manager und Unternehmer.

## Leben
Meyer-Stork studierte nach Abitur und Grundwehrdienst von 1981 bis 1988 Chemie an der Rheinisch-Westfälisch Technischen Hochschule Aachen und wurde dort mit einer polymerwissenschaftlichen Arbeit 1990 promoviert. Nach einem Postdoc-Aufenthalt bei BASF Corp. in Charlotte (USA) war er von 1991 bis 1993 als Entwicklungsleiter bei der zum Bayer-Konzern gehörenden Wolff Walsrode AG tätig. Meyer-Stork wechselte dann als Ururenkel des Namensgebers zum mittelständischen Textilveredler Windel nach Bielefeld. Zunächst leitete er die Zentrale Qualitätssicherung und war ab 1994 Geschäftsführer. 2008 machte er sich als Unternehmensberater selbständig. Von 2009 bis 2014 hatte Meyer-Stork die Geschäftsführung der Sächsischen Dampfschiffahrts GmbH & Co. Conti Elbschiffahrt KG, Dresden, inne und nahm in dieser Zeit wichtige strategische Weichenstellungen wie die Einführung des Online-Vertriebs und das Gastronomie-Insourcing vor. 2015 gründete er gemeinsam mit einem Geschäftspartner die B&MS Verwaltungs-GmbH, die per Jahresbeginn 2016 die Anteile der steelconcept GmbH in Chemnitz erwarb. Meyer-Stork verantwortete die kaufmännische Geschäftsführung des mittelständischen Stahlbauunternehmens. Ab 2021 folgte eine berufliche Neuorientierung im Nonprofit-Bereich. Seit 2023 ist Meyer-Stork Geschäftsführer der Gesellschaft für Christlich-Jüdische Zusammenarbeit Dresden.
Meyer-Stork ist seit 1997 verheiratet und hat vier Kinder.

## Ehrenämter
- Stellvertretender Aufsichtsratsvorsitzender des Diakonischen Werkes – Stadtmission Dresden und stellvertretender Verwaltungsratsvorsitzender der Diakonie Meißen
- Vorstandssprecher Forum Tiberius – Internationales Forum für Kultur und Wirtschaft
- Kuratoriumsvorsitzender Evangelische Akademie Meißen
- Kuratoriumsvorsitzender Gesellschaft Historischer Neumarkt Dresden
- Mitglied des Förderkomitees der Sächsischen Landesstiftung Natur und Umwelt
- Kuratoriumsmitglied Stiftung Dresdner Kreuzchor

## Ehrungen
- Verdienstkreuz am Bande des Verdienstordens der Bundesrepublik Deutschland (2007)
- Dresdner Marketing-Preis für die Sächsische Dampfschiffahrt (2011)
- Rechtsritterkreuz des Johanniterordens (2017)